# Giovanni Felici
Giovanni Felici   (né à Rome, Italie, et mort court après  le 4 octobre 1194) est un cardinal italien du XIIe siècle. 

## Biographie
Le pape Clément III le crée cardinal lors du consistoire du 12 mars 1188. Le cardinal  Felici participe à l'élection de Célestin III en 1191. Avec le cardinal Pietro Gallozia il est légat à la cour de Constantinople.